# 土屋寛

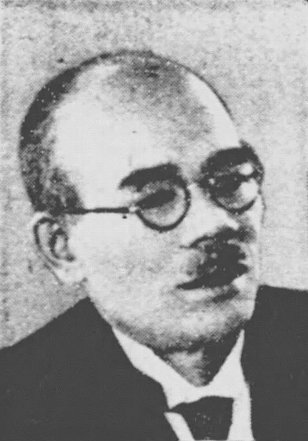
土屋寛

土屋 寛（つちや ゆたか、1880年（明治13年）12月10日 - 1950年（昭和25年）11月12日）は、衆議院議員（立憲民政党）、尾道市長。

## 経歴
広島県御調郡栗原村（のち栗原町、現尾道市）出身。御調郡書記を務めた後、1909年（明治42年）に栗原村の村長に選出され、町制施行後も町長を務めた。また、広島県会議員に選出され、県会の郡部会議長にも就任した。
1930年（昭和5年）、第17回衆議院議員総選挙に出馬し当選。当選回数は合計で4回を数えた。その間、1940年（昭和15年）から1942年（昭和17年）にかけて尾道市長を務めた。
戦後、日本進歩党の結成に参加するが、大政翼賛会の推薦議員だったため、間もなく公職追放となった。